# Impôt des 45 centimes

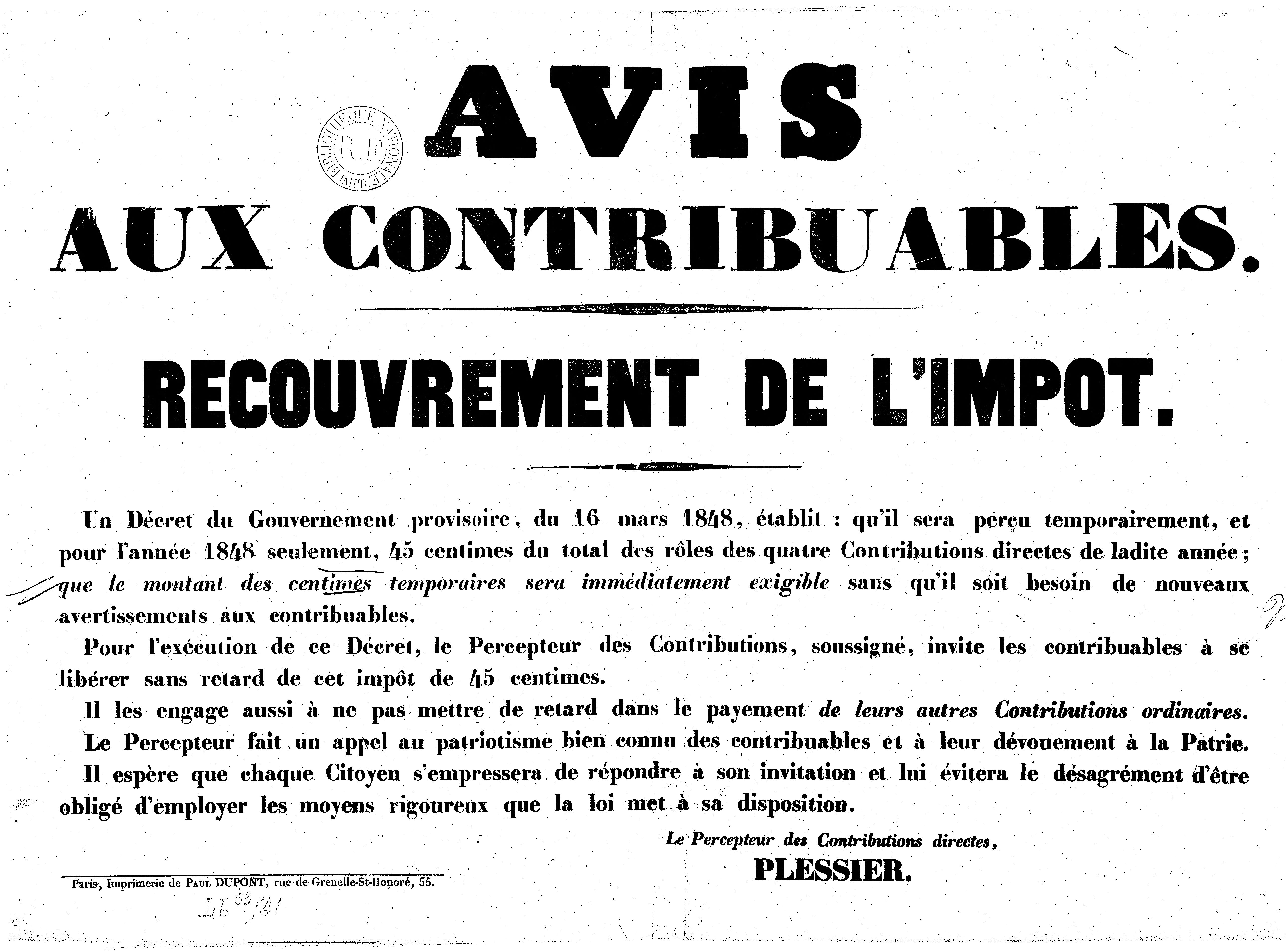
Avis aux contribuables annonçant la mise en recouvrement de l'impôt des 45 centimes établi par le décret du 16 mars 1848.

L'impôt des 45 centimes est un impôt exceptionnel temporaire (limité à l'année 1848) créé le 16 mars 1848 par le Gouvernement provisoire après la Révolution de 1848. Il est destiné à faire face aux difficultés de trésorerie rencontrées par ce gouvernement. En effet, le droit au travail, revendication centrale de la Révolution de 1848, demande l'instauration par le gouvernement provisoire d'ateliers nationaux et d'ateliers sociaux, lesquels sont mis en place par la commission du Luxembourg, sous la direction de Louis Blanc.
Cet impôt représente une augmentation de 45 % sur les quatre contributions directes (foncière, mobilière, portes et fenêtres, patente).

La résistance 45 centimes durant la mi-juillet 1848.

L'impôt des 45 centimes, fortement impopulaire, détache une bonne partie des paysans de la République naissante au moment des élections à l'Assemblée nationale. Le gouvernement doit consentir des dégrèvements pour les petits imposables et se garde d'en exiger la perception jusqu'aux élections. Ce n'est qu'après les élections du 23 avril que la résistance s'amplifie. L'échec du général Louis Eugène Cavaignac à l'élection présidentielle de 1848 est en partie dû au fait que le gouvernement républicain, qu'il préside entre juin et décembre 1848, n'abolit pas cet impôt et en exige fermement la perception, avec l'aide de l'armée (système des soldats dits « garnissaires »).